# Shannon Bahrke
Shannon Bahrke (n. 7 noiembrie 1980, Reno, Nevada, SUA) este o sportivă ce a reprezentat Statele Unite ale Americii, medaliată olimpică. A participat la 3 ediții ale Jocurilor Olimpice (2002, 2006, 2010) în care a câștigat o medalie de argint și o medalie de bronz.